# Вила Парк (Илиноис)
Вила Парк (енгл. Villa Park) град је у америчкој савезној држави Илиноис.

## Демографија
По попису из 2010. године број становника је 21.904, што је 171 (-0,8%) становника мање него 2000. године.
| Група             | 2000.          | 2010.          |
| Белци             | 17.820 (80,7%) | 15.639 (71,4%) |
| Афроамериканци    | 369 (1,7%)     | 933 (4,3%)     |
| Азијати           | 805 (3,6%)     | 1.141 (5,2%)   |
| Хиспаноамериканци | 2.770 (12,5%)  | 3.894 (17,8%)  |
| Укупно            | 22.075         | 21.904         |